# Europese kampioenschappen indooratletiek 2025 – 400 meter mannen
De 400 meter voor mannen op de Europese indoorkampioenschappen van 2025 vonden de series en halve finales plaats op 8 maart en de finale op 9 maart 2025 en werd gehouden op de shorttrackbaan van Omnisport in Apeldoorn in Nederland. Het was de zesendertigste keer dat dit onderdeel op het programma stond.
De Hongaar Attila Molnár won de 400 meter in 45,25, voor de Poolse Maksymilian Szwed in 45,31 met een Europees record onder 23 en een Nationaalrecord. Het was de eerste keer dat een Hongaar dit onderdeel wist te winnen Brons ging er naar de Fransman Jimy Soudril dat dat deed in een persoonlijkrecord van 45,59. De Nederlander Isaya Klein Ikkink bereikte de finale en werd vijfde in 46,20.

## Records
Voorafgaand aan het toernooi waren dit het Wereldrecord, Europees record, Kampioenschapsrecord en de Wereld-, Europese leiding.
| Wereldrecord         | Christopher Morales-Williams | 44,49 | Fayetteville | 24 februari 2005 |
| Europees record      | DDR Thomas Schönlebe         | 45,05 | Sindelfingen | 5 februari 1988  |
| Europees record      | Karsten Warholm              | 45,05 | Glasgow      | 2 maart 2019     |
| Kampioenschapsrecord | Karsten Warholm              | 45,05 | Glasgow      | 2 maart 2019     |
| WL                   | Christopher Bailey           | 44,70 | Fayetteville | 14 februari 2025 |
| EL                   | Henrik Larsson               | 6,54  | Düsseldorf   | 9 februari 2025  |

## Resultaten[2]

### Series
De eerste twee van elke serie kwalificeerden zich direct voor de halve finales. Van de overgebleven atleten kwalificeerden de twee tijdsnelsten zich ook voor de halve finales.

#### Serie 1
| Rang | Atleet             | Land        | Tijd  | Bijz. |
| ---- | ------------------ | ----------- | ----- | ----- |
| 1    | Maksymilian Szwed  | Polen       | 45,69 | Q, PB |
| 2    | Markel Fernández   | Spanje      | 46,19 | Q, PB |
| 3    | Isaya Klein Ikkink | Nederland   | 46,20 | q     |
| 4    | Ricky Petrucciani  | Zwitserland | 46,79 |       |
| 5    | Omar Elkhatib      | Portugal    | 47,17 |       |
| 6    | Franko Burraj      | Albanië     | 49,70 |       |

#### Serie 2
| Rang | Atleet              | Land                | Tijd  | Bijz. |
| ---- | ------------------- | ------------------- | ----- | ----- |
| 1    | Jimy Soudril        | Frankrijk           | 46,16 | Q     |
| 2    | Jonas Phijffers     | Nederland           | 46,49 | Q     |
| 3    | Alex Haydock-Wilson | Verenigd Koninkrijk | 46,83 |       |
| 4    | Ericsson Tavares    | Portugal            | 46,88 |       |
| 5    | Šimon Bujna         | Slowakije           | 47,13 |       |
| 6    | Óscar Husillos      | Spanje              | 47,95 |       |

#### Serie 3
| Rang | Atleet                    | Land                | Tijd  | Bijz. |
| ---- | ------------------------- | ------------------- | ----- | ----- |
| 1    | João Coelho               | Portugal            | 46,01 | Q, SB |
| 2    | Håvard Bentdal Ingvaldsen | Noorwegen           | 46,16 | Q, SB |
| 3    | Eugene Omalla             | Nederland           | 46,62 |       |
| 4    | Luca Sito                 | Italië              | 46,67 |       |
| 5    | Efekemo Okoro             | Verenigd Koninkrijk | 47,05 |       |
| 6    | Rok Ferlan                | Slovenië            | 47,33 |       |

#### Serie 4
| Rang | Atleet               | Land        | Tijd  | Bijz. |
| ---- | -------------------- | ----------- | ----- | ----- |
| 1    | Iñaki Cañal          | Spanje      | 46,10 | Q     |
| 2    | Patrik Simon Enyingi | Hongarije   | 46,24 | Q,    |
| 3    | Jonathan Sacoor      | België      | 46,30 | q, PB |
| 4    | Téo Andant           | Frankrijk   | 46,32 |       |
| 5    | Lionel Spitz         | Zwitserland | 46,67 | SB    |

#### Serie 5
| Rang | Atleet              | Land      | Tijd  | Bijz. |
| ---- | ------------------- | --------- | ----- | ----- |
| 1    | Attila Molnár       | Hongarije | 45,89 | Q,    |
| 2    | Daniel Segers       | België    | 46,11 | Q, PB |
| 3    | Oleksandr Pohorilko | Oekraïne  | 46,32 | NR    |
| 4    | Yann Spillmann      | Frankrijk | 46,64 |       |
| 5    | Boško Kijanović     | Zweden    | 46,78 |       |

### Halve finales
De eerste drie van elke halve finale kwalificeerden zich direct voor de finale.

#### Halve finale 1
| Rang | Atleet           | Land      | Tijd  | Bijz. |
| ---- | ---------------- | --------- | ----- | ----- |
| 1    | Attila Molnár    | Hongarije | 45,48 | Q     |
| 2    | Jimy Soudril     | Frankrijk | 45,99 | Q, PB |
| 3    | João Coelho      | Portugal  | 46,02 | Q     |
| 4    | Markel Fernández | Spanje    | 46,82 |       |
| 5    | Jonas Phijffers  | Nederland | 46,89 |       |
| 6    | Jonathan Sacoor  | België    | 47,25 |       |

#### Halve finale 2
| Rang | Atleet                    | Land      | Tijd  | Bijz. |
| ---- | ------------------------- | --------- | ----- | ----- |
| 1    | Maksymilian Szwed         | Polen     | 45,78 | Q     |
| 2    | Iñaki Cañal               | Spanje    | 46,24 | Q     |
| 3    | Isaya Klein Ikkink        | Nederland | 46,33 | Q     |
| 4    | Patrik Simon Enyingi      | Hongarije | 46,45 |       |
| 5    | Håvard Bentdal Ingvaldsen | Noorwegen | 47,67 |       |
| —    | Daniel Segers             | België    | DNF   |       |

### Finale
| Rang   | Atleet             | Land      | Tijd  | Bijz.     |
| ------ | ------------------ | --------- | ----- | --------- |
| Goud   | Attila Molnár      | Hongarije | 45,25 |           |
| Zilver | Maksymilian Szwed  | Polen     | 45,31 | EU23R, NR |
| Brons  | Jimy Soudril       | Frankrijk | 45,39 | PB        |
| 4      | Iñaki Cañal        | Spanje    | 45,88 |           |
| 5      | Isaya Klein Ikkink | Nederland | 46,20 |           |
| 6      | João Coelho        | Portugal  | 46,46 |           |